# 中国推销员
《中国推销员》是2017年在中国大陆首映的一部商战動作片。由李东学、迈克·泰森、史蒂芬·席格等演员主演。

## 情节概要
电影讲述一名普通的中国通讯技术员严键（李东学饰），远赴非洲开拓业务，却频频受到欧美竞争公司的阻碍和陷害。几经周折，严键不仅成功阻止了一个国家的内战，而且成功赢得订单，带来了电讯行业的一场变革。

## 演员表
| 演员              | 角色       |
| 李东学            | 严健       |
| 迈克·泰森         | 卡巴       |
| 安妮克·阿斯克渥德 | 苏珊娜     |
| 李艾              | 阮玲       |
| 艾瑞克·艾伯纳尼   | 阿赛德酋长 |
| 史蒂芬·席格       | 劳德       |
| 王自健            | 郑明       |
| 克罗维斯·弗昂     | 迈克尔     |

## 制作
《中国推销员》摄制工作组在拍摄过程中曾经发生过多次恐怖袭击事件。2015年1月，工作人员准备前往法国，结果发生了查理週刊總部槍擊案等一系列恐怖袭击事件。后又转至突尼斯拍摄，再次遭遇恐怖袭击，甚至出现人员丧生。最后摄制组只能放弃这些海景拍摄。
2017年6月16日在中国大陆正式上映。2019年1月9日重映。

## 奖项
| 年度   | 颁奖典礼               | 奖项       | 获奖者         | 结果 |
| ------ | ---------------------- | ---------- | -------------- | ---- |
| 2017年 | 第24届北京大学生电影节 | 组委会大奖 | 《中国推销员》 | 獲獎 |